# Múscul supinador curt
El múscul supinador curt (musculus supinator) és un múscul ample situat en la part posterior de l'avantbraç, a la part superior del radi. La seva funció és la supinació de l'avantbraç. Consta de dos grups de fibres, entre les quals jeu la branca profunda del nervi radial. Els dos grups es presenten en comú - la superficial per tendinós (la porció inicial del múscul en realitat és només el tendó) i la més profunda de les fibres musculars, de la carena supinador del cúbit, l'epicòndil lateral de l'húmer, el col·lateral radial lligament, i el lligament anul·lar radial.

## Origen i insercions
Les fibres superficials (pars superficial) envolten la part superior del radi, i s'insereixen en la vora lateral de la tuberositat radial i la línia obliqua del radi, tan avall com la inserció del pronador rodó. Les fibres superiors (pars Profunda) del grup més profund formen un fascicle que envolta el coll del radi per sobre la tuberositat, i s'uneix en la part posterior de la seva superfície medial. La major part d'aquesta porció del múscul s'insereix en les superfícies dorsals i laterals del cos del radi, a mig camí entre la línia obliqua i el cap de l'os. L'aspecte proximal del cap superficial es coneix com l'arc de Frohse o arc del supinador.

## Innervació i irrigació
Està innervat pel nervi interossi posterior, una continuació de la branca profunda del nervi radial.
El nervi radial es divideix en branques superficials i profundes sensorials just a prop del múscul supinador. Aquesta estructura pot produir en determinades situacions a la compressió de la part profunda, que pot generar una paràlisi selectiva dels músculs innervats per aquest nervi (els músculs extensors i l'abductor llarg del polze). Moltes causes poden produir aquesta síndrome nerviosa, conegut com a síndrome d'atrapament del supinador, inclosa la compressió per diversos teixits que envolten el nervi, i l'estrès causat per la supinació i la pronació repetitives.
La part profunda del nervi radial passa a través del ventre de supinador en el 70% dels casos i a través de l'arcada de Frohse en els casos restants.

## Acció
El supinador curt, que envolta el radi, porta la mà a la posició de supinació. En contrast amb el bíceps braquial, el supinador curt és capaç de fer aquest moviment en totes les posicions de flexió i extensió del colze.
El supinador curt sempre actua juntament amb bíceps, excepte quan s'estén l'articulació del colze. És el múscul més actiu en l'acte de supinació de l'avantbraç, durant el moviment sense resistència, mentre que el bíceps es torna cada cop més actiu amb les situacions de càrrega pesada. La força de supinació disminueix un 64% si el supinador es desactiva; per exemple, en el cas d'una lesió.

## Imatges

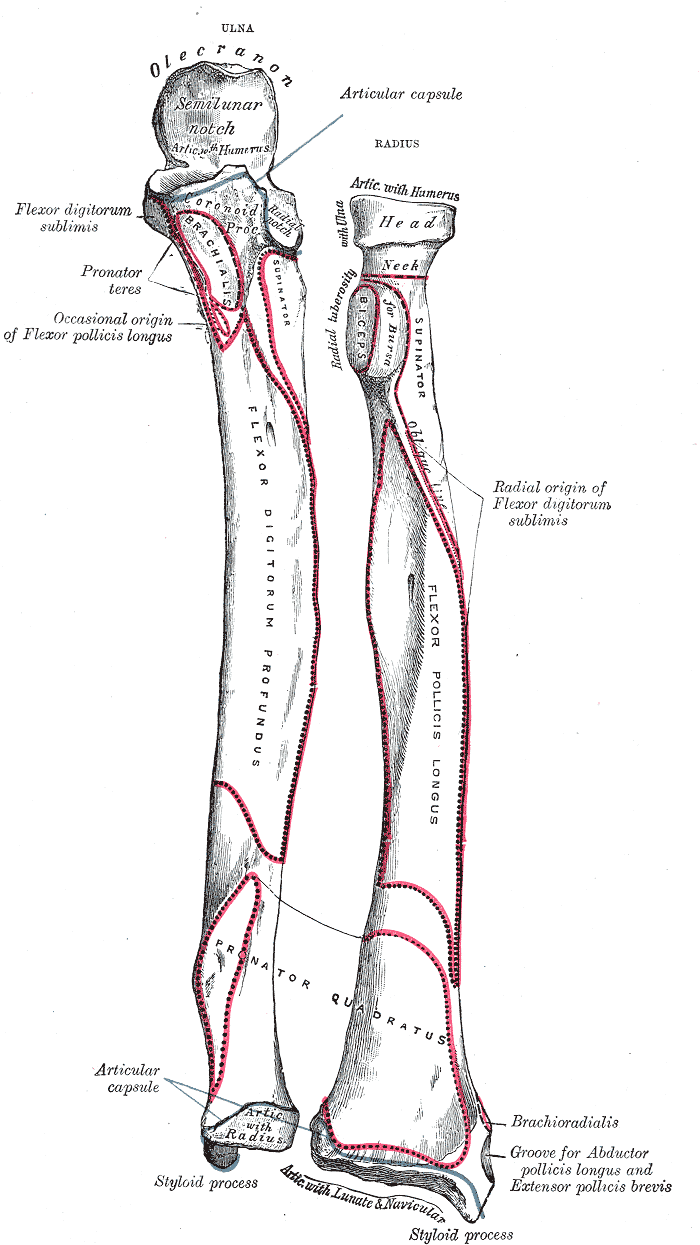
Ossos de l'avantbraç esquerre. Visió anterior.
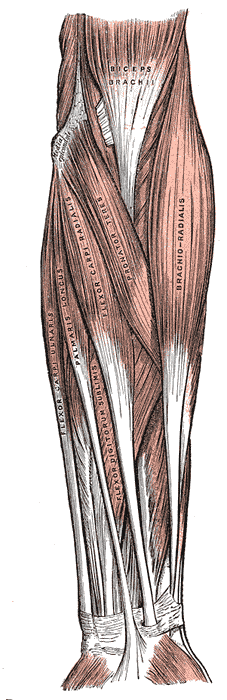
Cara anterior de l'avantbraç esquerra. Músculs superficials.
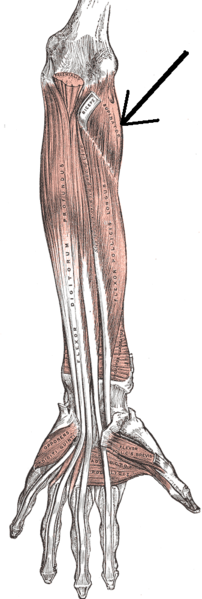
Músculs profunds de la part frontal de l'avantbraç esquerre.
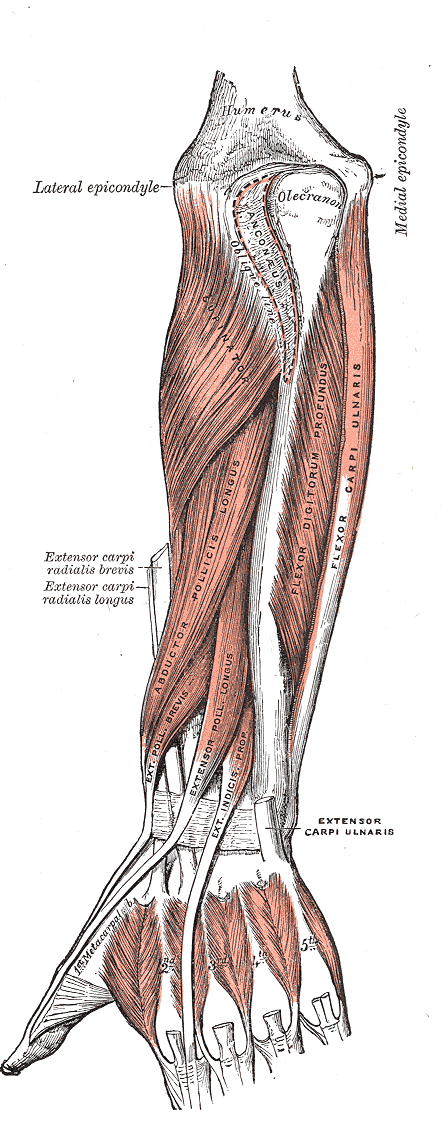
Músculs profunds de la superfície posterior de l'avantbraç.
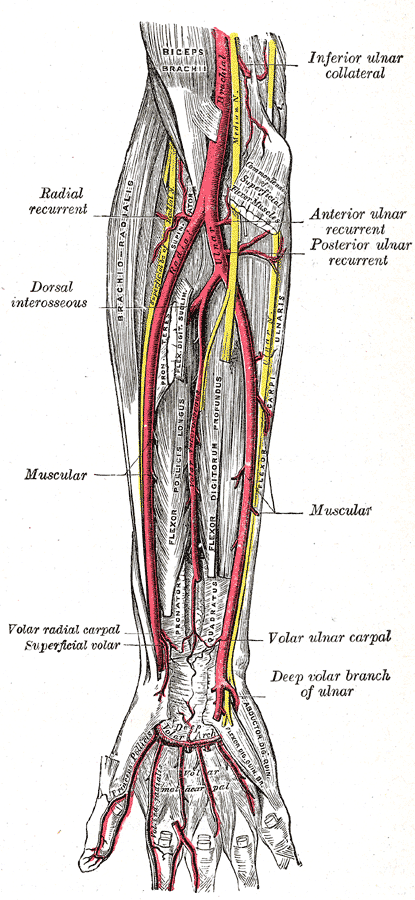
Artèries radial i cubital. Visió profunda.

- Disseccions

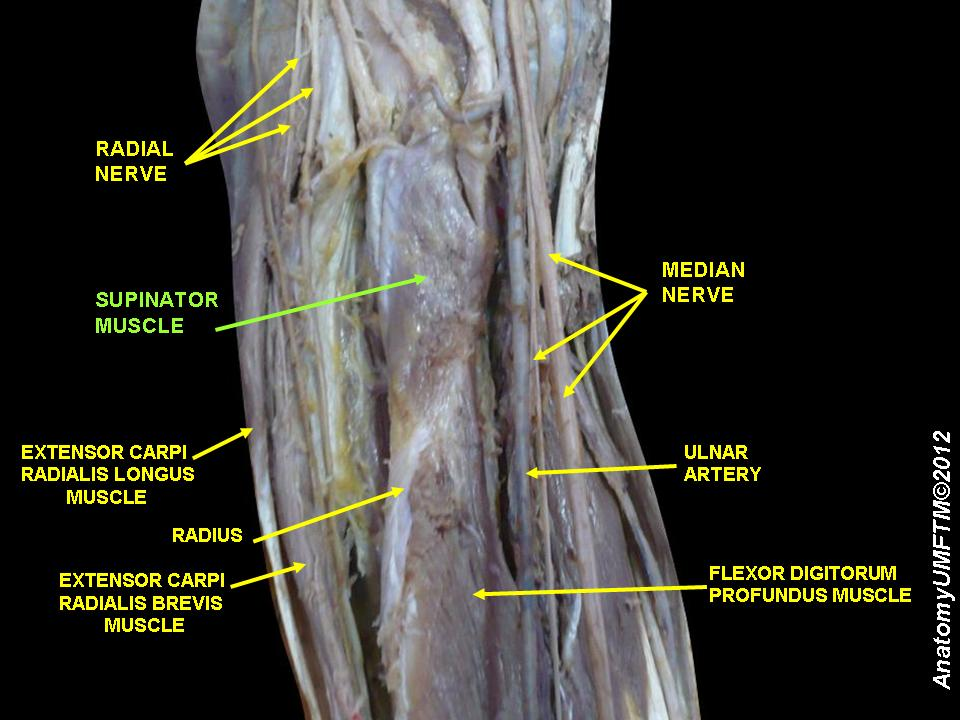
Múscul supinador curt.
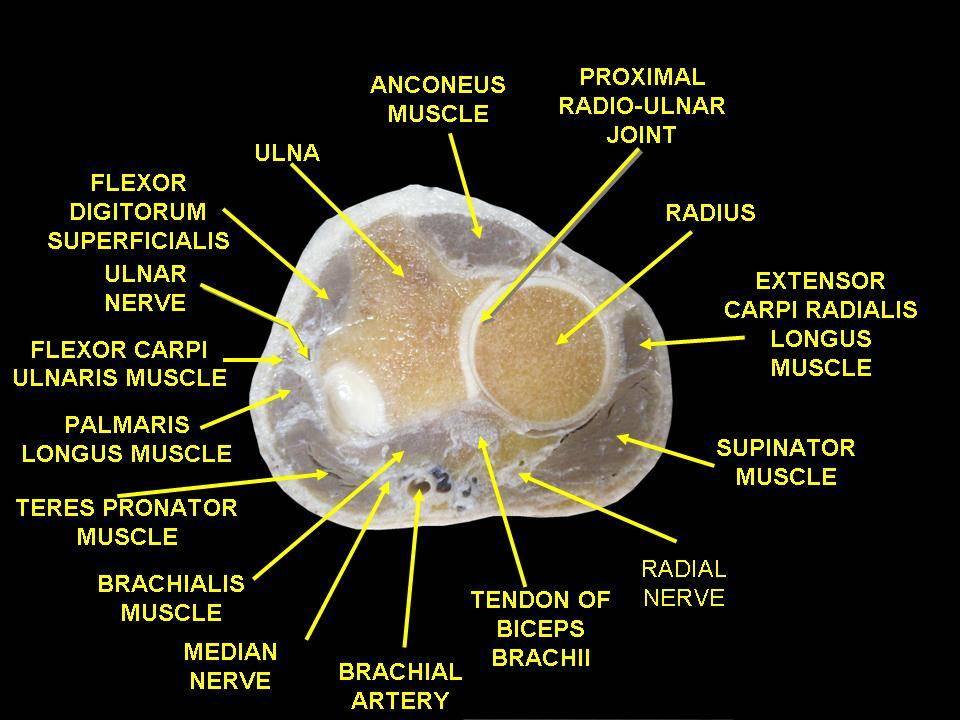
Secció transversal dels músculs de les extremitats superiors.
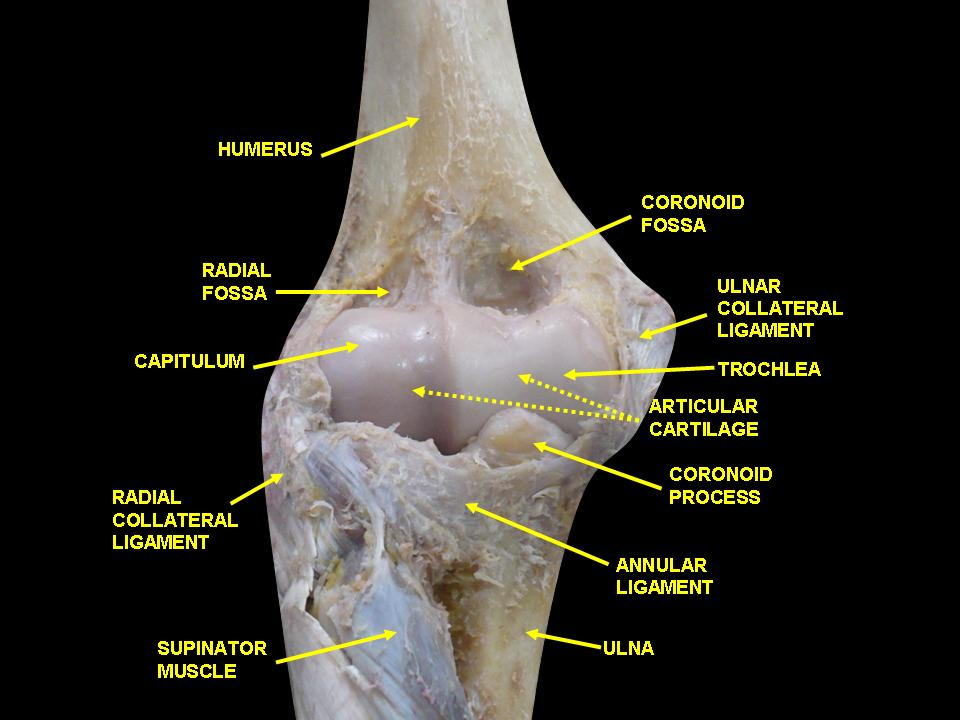
Vista anterior de l'articulació del colze. Dissecció profunda.